# تريس مارتيريس
تريس مارتيريس (بالإنجليزية: City of Trece Martires)‏ هي مدينة في الفلبين، تتبع كاويته، بلغ عدد سكانها 155٬713  نسمة، في 2015، تبلغ مساحتها 39٫10 كيلومتر مربع، رمزها البريدي هو 4109.

## الموقع
تشترك في الحدود مع:
- Tanza [الإنجليزية]‏.

## المناخ
يظهر الجدول التالي التغييرات المناخية على مدار السنة لتريس مارتيريس:
| البيانات المناخية لـتريس مارتيريس | البيانات المناخية لـتريس مارتيريس | البيانات المناخية لـتريس مارتيريس | البيانات المناخية لـتريس مارتيريس | البيانات المناخية لـتريس مارتيريس | البيانات المناخية لـتريس مارتيريس | البيانات المناخية لـتريس مارتيريس | البيانات المناخية لـتريس مارتيريس | البيانات المناخية لـتريس مارتيريس | البيانات المناخية لـتريس مارتيريس | البيانات المناخية لـتريس مارتيريس | البيانات المناخية لـتريس مارتيريس | البيانات المناخية لـتريس مارتيريس | البيانات المناخية لـتريس مارتيريس |
| الشهر                             | يناير                             | فبراير                            | مارس                              | أبريل                             | مايو                              | يونيو                             | يوليو                             | أغسطس                             | سبتمبر                            | أكتوبر                            | نوفمبر                            | ديسمبر                            | المعدل السنوي                     |
| --------------------------------- | --------------------------------- | --------------------------------- | --------------------------------- | --------------------------------- | --------------------------------- | --------------------------------- | --------------------------------- | --------------------------------- | --------------------------------- | --------------------------------- | --------------------------------- | --------------------------------- | --------------------------------- |
| متوسط درجة الحرارة الكبرى °م (°ف) | 29.3 (84.7)                       | 30.2 (86.4)                       | 31.7 (89.1)                       | 33.1 (91.6)                       | 32.7 (90.9)                       | 31.2 (88.2)                       | 30 (86)                           | 29.7 (85.5)                       | 29.9 (85.8)                       | 30.3 (86.5)                       | 29.9 (85.8)                       | 28.3 (82.9)                       | 29.9 (85.8)                       |
| المتوسط اليومي °م (°ف)            | 25.2 (77.4)                       | 25.6 (78.1)                       | 26.8 (80.2)                       | 28.2 (82.8)                       | 28.2 (82.8)                       | 27.4 (81.3)                       | 26.5 (79.7)                       | 26.4 (79.5)                       | 26.5 (79.7)                       | 26.6 (79.9)                       | 26.1 (79.0)                       | 25.4 (77.7)                       | 26.6 (79.8)                       |
| متوسط درجة الحرارة الصغرى °م (°ف) | 21.2 (70.2)                       | 21.1 (70.0)                       | 22 (72)                           | 23.3 (73.9)                       | 23.8 (74.8)                       | 23.6 (74.5)                       | 23.1 (73.6)                       | 23.2 (73.8)                       | 23.1 (73.6)                       | 22.9 (73.2)                       | 22.4 (72.3)                       | 21.8 (71.2)                       | 22.6 (72.8)                       |
| الهطول مم (إنش)                   | 21 (0.8)                          | 10 (0.4)                          | 13 (0.5)                          | 24 (0.9)                          | 147 (5.8)                         | 265 (10.4)                        | 409 (16.1)                        | 437 (17.2)                        | 332 (13.1)                        | 190 (7.5)                         | 141 (5.6)                         | 79 (3.1)                          | 2٬068 (81.4)                      |
| المصدر: Climate-data.org          |                                   |                                   |                                   |                                   |                                   |                                   |                                   |                                   |                                   |                                   |                                   |                                   |                                   |

## توأمة
لتريس مارتيريس اتفاقيات توأمة مع:
- تاينان